# Wilhelm Denifl
Wilhelm Denifl (Rum, 10 de noviembre de 1980) es un deportista austríaco que compite en esquí en la modalidad de combinada nórdica.
Participó en dos Juegos Olímpicos de Invierno, en los años 2014 y 2018, obteniendo una medalla de bronce en Pyeongchang 2018, en la prueba por equipo (junto con Lukas Klapfer, Bernhard Gruber y Mario Seidl).
Ganó dos medallas en el Campeonato Mundial de Esquí Nórdico, oro en 2003 y plata en 2013.

## Palmarés internacional
| Juegos Olímpicos   | Juegos Olímpicos            | Juegos Olímpicos  | Juegos Olímpicos           |
| Año                | Lugar                       | Medalla           | Prueba                     |
| ------------------ | --------------------------- | ----------------- | -------------------------- |
| 2018               | Pyeongchang (Corea del Sur) | Medalla de bronce | TG + 4 × 5 km por equipo   |
| Campeonato Mundial |                             |                   |                            |
| Año                | Lugar                       | Medalla           | Prueba                     |
| 2003               | Val di Fiemme (Italia)      | Medalla de oro    | TN + 4 × 5 km por equipo   |
| 2013               | Val di Fiemme (Italia)      | Medalla de plata  | TG + 2 × 7,5 km por equipo |